# ГЕС Grundfors
ГЕС Grundfors — гідроелектростанція у північній частині Швеції. Знаходячись між ГЕС Stensele (вище за течією) та ГЕС Rusfors, входить до складу каскаду на одній з основних шведських річок Умеельвен, яка впадає в Ботнічну затоку Балтійського моря біля міста Умео.
Долину річки перекрили греблею висотою 25 метрів, в якій облаштовано три шлюзи для перепуску надлишкової води. Вона утримує водосховище з корисним об'ємом лише 14 млн м3 та припустимим коливанням рівня поверхні між позначками 298,5 та 299,5 метра НРМ.
Розташований біля лівобережної частини греблі машинний зал споруджено у підземному виконанні. Первісно його обладнали двома турбінами типу Каплан загальною потужністю 90 МВт, які при напорі у 35 метрів забезпечували виробництво 460 млн кВт·год електроенергії на рік. Станом на середину 2010-х років внаслідок модернізації потужність станції довели до 108 МВт.
Відпрацьована вода повертається в Умеельвен через короткий відвідний тунель довжиною біля сотні метрів за яким слідує відкритий канал довжиною 0,3 км.